# Калснавская волость
Ка́лснавская во́лость (латыш. Kalsnavas pagasts; устар. Кальценовская волость) — одна из двадцати двух территориальных единиц Мадонского края Латвии. Административным центром волости является село Яункалснава. Помимо него в состав волости входят следующие сёла: Айвиексте, Апшуринькис, Арониеши, Вецкалснава, Лачи, Лиепниеки, Майси, Мартыньены, Рамулены, Ризги, Степес, Трекайни, Тутены, Янюкалнс.

## География
Территория волости занимает 14 715,2 га, располагается главным образом на Вестиенском всхолмлении Видземской возвышенности, юго-восточная часть — на Аронской холмистой равнине Восточно-Латвийской низменности.
Крупнейшим водоёмом волости является озеро Калснавас.

## История
В 1935 году площадь волости равнялась 178 км², а население составляло 2573 человека (1163 мужчины и 1410 женщин).